# Passer castanopterus
Passer castanopterus é um pardal encontrado no norte da Somália, Djibuti, Etiópia e Quênia.